# Songyun (Dunhuang)
Songyun (chinesisch 宋雲 / 宋云, Pinyin Sòngyún, W.-G. Sung-yün) war ein aus Dunhuang (Gansu) stammender chinesischer buddhistischer Pilger aus der späten Zeit der Fremdherrschaft der Nördlichen Wei-Dynastie, der zusammen mit dem Mönch Huisheng (惠生,  Huìshēng) Zentralasien und Indien bereiste.

## Leben
Er war von 518 bis 522 unterwegs und folgte von Dunhuang aus der südlichen Route der Seidenstraße nach Khotan. Er kehrte mit 170 buddhistischen Schriften in seine Heimat zurück. Sein Reisebericht Weiguo yi xi shiyi guo shi (魏國以西十一國事 / 魏国以西十一国事) ist heute verloren. Im 5. Kapitel des Werkes Luoyang qielan ji (洛陽伽藍記 / 洛阳伽蓝记 – „Bericht über die buddhistischen Klöster in Luoyang“) von Yang Xuanzhi (楊衒之 / 杨炫之) aus dem 6. Jahrhundert wird ein Werk namens Songyun jia ji (宋云家记) zitiert, manche halten dies für das verlorene Buch.
Songyun bereiste Udyana (乌场,  Wuchang) und Gandhara. Er lieferte einen wertvollen Bericht über die „weißen Hunnen“ oder Hephthaliten (siehe Iranische Hunnen), die damals Baktrien beherrschten; die Gruppe, die Gandhara erobert hatte, war jedoch eher die Alchon (siehe auch Mihirakula).